# Хуан Хісберт стар.
Хуан Хісберт стар. стар. (ісп. Juan Gisbert Sr.; нар. 4 травня 1942) — колишній іспанський тенісист.
Найвищу одиночну позицію світового рейтингу — 14 місце досяг 1967 року (за даними World's Top 20).
Здобув 12 одиночних та 21 парний титул.
Найвищим досягненням на турнірах Великого шолома був фінал в одиночному розряді.
Завершив кар'єру 1976 року.

## Фінали турнірів Великого шолома

### Одиночний розряд: 1 (0–1)
| Результат | Рік  | Турнір                                 | Покриття | Суперник   | Рахунок            |
| --------- | ---- | -------------------------------------- | -------- | ---------- | ------------------ |
| Поразка   | 1968 | Відкритий чемпіонат Австралії з тенісу | Трава    | Білл Боурі | 7–5, 2–6, 9–7, 6–4 |

## Часова шкала результатів на турнірах Великого шлему
| W | Ф | ПФ | ЧФ | #Р | КТ | К# | DNQ | A | NH |

### Одиночний розряд
| Турнір                                 | 1962  | 1963  | 1964  | 1965  | 1966  | 1967  | 1968  | 1969  | 1970  | 1971  | 1972  | 1973  | 1974  | 1975  | 1976  | SR     |
| -------------------------------------- | ----- | ----- | ----- | ----- | ----- | ----- | ----- | ----- | ----- | ----- | ----- | ----- | ----- | ----- | ----- | ------ |
| Відкритий чемпіонат Австралії з тенісу |       |       |       | ЧФ    |       |       | Ф     |       |       |       |       |       |       |       |       | 0 / 2  |
| Відкритий чемпіонат Франції з тенісу   | 1р    |       |       | 1р    | 4р    |       | 1р    |       | 2р    | 1р    | 2р    |       | 1р    | 1р    |       | 0 / 9  |
| Вімблдонський турнір                   | 1р    | 2р    |       | 1р    |       |       |       |       |       |       | 2р    |       |       |       |       | 0 / 4  |
| Відкритий чемпіонат США з тенісу       |       |       |       |       |       |       |       |       |       |       |       |       | 2р    | 1р    | 1р    | 0 / 3  |
| Strike rate                            | 0 / 2 | 0 / 1 | 0 / 0 | 0 / 3 | 0 / 1 | 0 / 0 | 0 / 2 | 0 / 0 | 0 / 1 | 0 / 1 | 0 / 2 | 0 / 0 | 0 / 2 | 0 / 2 | 0 / 1 | 0 / 18 |

## Фінали за кар'єру за часів Відкритої ери

### Одиночний розряд (1–6)
| Результат | Ранг | Дата | Турнір                                 | Покриття  | Суперник     | Рахунок            |
| --------- | ---- | ---- | -------------------------------------- | --------- | ------------ | ------------------ |
| Поразка   | 1.   | 1968 | Відкритий чемпіонат Австралії з тенісу | Трава     | Білл Боурі   | 5–7, 6–2, 7–9, 4–6 |
| Поразка   | 2.   | 1971 | Мастерс Цинциннаті                     | Ґрунт     | Стен Сміт    | 6–7, 3–6           |
| Поразка   | 3.   | 1972 | Нью-Йорк                               | Килим (i) | Стен Сміт    | 6–4, 5–7, 4–6, 1–6 |
| Поразка   | 4.   | 1974 | Токіо                                  | Тверде    | Род Лейвер   | 7–5, 2–6, 0–6      |
| Поразка   | 5.   | 1974 | Cedar Grove, U.S.                      | Ґрунт     | Іліє Настасе | 4–6, 6–7           |
| Перемога  | 1.   | 1975 | Шривпорт                               | Ґрунт     | Войцех Фібак | 6–3, 5–7, 6–1      |
| Поразка   | 6.   | 1975 | Барселона                              | Ґрунт     | Іліє Настасе | 1–6, 5–7, 2–6      |

### Парний розряд (21–17)
| Результат | Ранг | Дата | Турнір                             | Покриття   | Партнер           | Суперники                            | Рахунок                  |
| --------- | ---- | ---- | ---------------------------------- | ---------- | ----------------- | ------------------------------------ | ------------------------ |
| Перемога  | 1.   | 1971 | New York, U.S.                     | Килим (i)  | Мануель Орантес   | Джиммі Коннорс Харун Рахім           | 7–6, 6–2                 |
| Перемога  | 2.   | 1971 | Солсбері, США                      | Килим (i)  | Мануель Орантес   | Кларк Гребнер Томас Кош              | 6–3, 4–6, 7–6            |
| Перемога  | 3.   | 1971 | Барселона WCT, Іспанія             | Ґрунт      | Желько Франулович | Кліфф Дрісдейл Андрес Хімено         | 7–6, 6–2, 7–6            |
| Поразка   | 1.   | 1972 | Солсбері, США                      | Килим (i)  | Владімір Зеднік   | Андрес Хімено Мануель Орантес        | 4–6, 3–6                 |
| Перемога  | 4.   | 1972 | Брюссель, Бельгія                  | Ґрунт      | Мануель Орантес   | Патрісіо Корнехо Хайме Фійоль        | 9–7, 6–3                 |
| Перемога  | 5.   | 1972 | Істборн, Англія                    | Трава      | Мануель Орантес   | Ніколас Калогеропулос Ендрю Паттісон | 8–6, 6–2                 |
| Перемога  | 6.   | 1972 | Барселона, Іспанія                 | Ґрунт      | Мануель Орантес   | Фрю Макміллан Іліє Настасе           | 6–3, 3–6, 6–4            |
| Поразка   | 2.   | 1972 | Париж, Франція                     | Тверде (i) | Андрес Хімено     | П'єрр Бартес Франсуа Жоффре          | 3–6, 2–6                 |
| Перемога  | 7.   | 1973 | Роенок, США                        | Килим (i)  | Джиммі Коннорс    | Ян Флетчер Батч Сівейджен            | 6–0, 7–6                 |
| Поразка   | 3.   | 1973 | Омаха, США                         | Килим (i)  | Джиммі Коннорс    | Вільям Браун Майк Естеп              | DEF                      |
| Поразка   | 4.   | 1973 | Де-Мойн, США                       | Килим (i)  | Йон Ціріак        | Їржі Гржебець Ян Кукал               | 6–4, 6–7, 1–6            |
| Поразка   | 5.   | 1973 | Солсбері, США                      | Килим (i)  | Юрген Фассбендер  | Кларк Гребнер Іліє Настасе           | 6–2, 4–6, 3–6            |
| Перемога  | 8.   | 1973 | Барселона, Іспанія                 | Ґрунт      | Мануель Орантес   | Майк Естеп Йон Ціріак                | 6–4, 7–6                 |
| Перемога  | 9.   | 1973 | Монте-Карло, Монако                | Ґрунт      | Іліє Настасе      | Жорж Говен Патрік Пруазі             | 6–2, 6–2, 6–2            |
| Поразка   | 6.   | 1973 | Флоренція, Італія                  | Ґрунт      | Іліє Настасе      | Паоло Бертолуччі Адріано Панатта     | 3–6, 4–6                 |
| Перемога  | 10.  | 1973 | Париж, Франція                     | Тверде (i) | Іліє Настасе      | Артур Еш Роско Теннер                | 6–2, 4–6, 7–5            |
| Поразка   | 7.   | 1974 | Відкритий чемпіонат Японії, Японія | Тверде     | Роджер Тейлор     | Реймонд Мур Онні Парун               | 6–4, 2–6, 4–6            |
| Перемога  | 11.  | 1974 | Борнмут, Англія                    | Ґрунт      | Іліє Настасе      | Коррадо Барадзутті Паоло Бертолуччі  | 6–4, 6–2, 6–0            |
| Поразка   | 8.   | 1974 | Рим, Італія                        | Ґрунт      | Іліє Настасе      | Браян Готтфрід Рауль Рамірес         | 3–6, 2–6, 3–6            |
| Перемога  | 12.  | 1974 | Барселона, Іспанія                 | Ґрунт      | Іліє Настасе      | Мануель Орантес Гільєрмо Вілас       | 3–6, 6–0, 6–2            |
| Поразка   | 9.   | 1975 | Роенок, США                        | Килим (i)  | Йон Ціріак        | Вітас Ґерулайтіс Сенді Меєр          | 6–7, 6–1, 3–6            |
| Перемога  | 13.  | 1975 | Бока-Ратон, США                    | Тверде     | Кларк Гребнер     | Юрген Фассбендер Йон Ціріак          | 6–2, 6–1                 |
| Перемога  | 14.  | 1975 | Шривпорт, США                      |            | Вільям Браун      | Янош Беньїк Роберт Мацхан            | 6–4, 6–4                 |
| Перемога  | 15.  | 1975 | Борнмут, Велика Британія           | Ґрунт      | Мануель Орантес   | Сід Болл Дік Крілі                   | 8–6, 6–3                 |
| Перемога  | 16.  | 1975 | Гамбург, Німеччина                 | Ґрунт      | Мануель Орантес   | Войцех Фібак Ян Кодеш                | 6–3, 7–6                 |
| Поразка   | 10.  | 1975 | Swedish Open, Швеція               | Ґрунт      | Мануель Орантес   | Б'єрн Борг Ове Нільс Бенгтсон        | 6–7, 5–7                 |
| Перемога  | 17.  | 1975 | Індіанаполіс, США                  | Ґрунт      | Мануель Орантес   | Войцех Фібак Ганс-Юрген Поманн       | 7–5, 6–0                 |
| Поразка   | 11.  | 1975 | Мадрид, Іспанія                    | Ґрунт      | Мануель Орантес   | Ян Кодеш Іліє Настасе                | 6–7, 6–4, 7–9            |
| Перемога  | 18.  | 1975 | Тегеран, Іран                      | Ґрунт      | Мануель Орантес   | Боб Г'юїтт Фрю Макміллан             | 7–5, 6–7, 6–1, 6–4       |
| Поразка   | 12.  | 1975 | Токіо, Японія                      | Ґрунт      | Мануель Орантес   | Браян Готтфрід Рауль Рамірес         | 6–7, 4–6                 |
| Перемога  | 19.  | 1975 | Калькутта, Індія                   | Килим (i)  | Мануель Орантес   | Ананд Амрітрадж Віджай Амрітрадж     | 1–6, 6–4, 6–3            |
| Перемога  | 20.  | 1976 | Валенсія                           | Ґрунт      | Мануель Орантес   | Коррадо Барадзутті Тоніно Цугареллі  |                          |
| Перемога  | 21.  | 1976 | Мюнхен, Німеччина                  | Ґрунт      | Мануель Орантес   | Юрген Фассбендер Ганс-Юрген Поманн   | 1–6, 6–3, 6–2, 2–3, ret. |
| Поразка   | 13.  | 1976 | Борнмут, Англія                    | Ґрунт      | Мануель Орантес   | Войцех Фібак Фред Макнеер            | 6–4, 5–7, 5–7            |
| Поразка   | 14.  | 1976 | Swedish Open, Швеція               | Ґрунт      | Войцех Фібак      | Фред Макнеер Шервуд Стюарт           | 3–6, 4–6                 |
| Поразка   | 15.  | 1976 | Монреаль, Канада                   | Тверде     | Мануель Орантес   | Боб Г'юїтт Рауль Рамірес             | 2–6, 1–6                 |
| Поразка   | 16.  | 1976 | Тегеран, Іран                      | Ґрунт      | Мануель Орантес   | Войцех Фібак Рауль Рамірес           | 5–7, 1–6                 |
| Поразка   | 17.  | 1976 | Йоганнесбург, ПАР                  | Тверде     | Стен Сміт         | Браян Готтфрід Шервуд Стюарт         | 6–1, 1–6, 2–6, 6–7       |